# Kaltenbach (Isen)
Der Kaltenbach ist ein fast 7 km langer Bach im bayerischen Landkreis Erding. Nach etwa nordnordöstlichem Lauf mündet er bei der Einöde Weg der Gemeinde Lengdorf von links in die obere Isen.

## Geographie

### Verlauf
Der Kaltenbach entsteht nordöstlich der Siedlungsgruppen des Weilers Oberbuch der Gemeinde Buch am Buchrain. Es gibt mehrere Quelläste, die Amtshydrologen betrachten einen unbeständig im Waldgewann Tadinger Hölzer auf etwa 557 m ü. NHN etwa 0,6 km nordöstlich des Oberbucher Wasserturms entspringenden Ast als den Oberlauf.
Nach kurzem östlichen wendet sich der Bach auf künftighin nördlichen bis nordöstlichen Lauf zunächst im Wald. Drei recht kurze, ebenfalls unbeständige Waldbäche fließen zu, danach in den Mitterbucher Hölzern von Südwesten her ein anscheinend beständiger und längerer, der auf etwa 563 m ü. NHN zwischen Ober- und Mitterbuch noch in der offenen Flur entsteht.
Wenig danach ist der Kaltenbach für knapp einen halben Kilometer Grenzbach zwischen Buch am Buchrain im Westen und Markt Isen im Osten. Etwa einen Viertelkilometer vom Lauf entfernt steht dort in Isener Waldgebiet die Müllner-Bründl-Kapelle nahe an einer Quelle im Talwald. Nach drei kürzeren Zuflüssen in diesen Grenzgewässerabschnitt erfährt der Bach Zufluss durch drei längere Waldbäche, aus dem Grünbacher Holz und den Bucher Hölzern von links und dann aus dem Rosenberger Hölzern von rechts.
Der Unterlauf des letzten grenzt an der Nordseite bereits an offene Flur, in die der Kaltenbach nun überwechselt. An der talquerenden St 2332 Buch–Isen durchfließt er den Weiler Kaltenbach von Buch. Den nun oft recht gerade laufenden Bach begleiten nurmehr sporadisch Bäume am Ufer, bis rechts der begleitende Wald mit den Bachleitner Hölzern endet und er zwischen Oberndorf links- und Riching rechtsseits hindurchläuft. 
In nun fast geschlossener Baumgalerie wechselt der ab dort geschlungener verlaufende Bach auf die Gemarkung der Gemeinde Lengdorf über. Er passiert das links am Lauf stehende Kirchdorf Innerbittlbach, von dessen Kirche her ein länger parallel laufender Auenbach in eigener Galerie zumündet. Wenig danach nimmt er seinen mit ca. 2,2 km Länge und ca. 1,5 km² Teileinzugsgebiet größten Zufluss von Westen her auf, der im Wald südwestlich des Weilers Daigelspoint entspringt, aber größtenteils in offener Flur läuft.
Etwa 200 Meter weiter fließt der Kaltenbach auf etwa 476 m ü. NHN bei der Einöde Weg von Lengdorf mit ihrer Heilig-Geist-Kapelle am Flussufer von links in eine Westschlinge der oberen Isen ein.
Der Kaltenbach mündet nach 6,8 km langem Lauf mit mittlerem Sohlgefälle von etwa 12 ‰ rund 81 Höhenmeter unterhalb seiner zugeschriebenen Quelle in den Tadinger Hölzern.

### Einzugsgebiet
Das Einzugsgebiet des Kaltenbachs ist 11,0 km² groß. Sein höchster Punkt an der südlichen Wasserscheide beim Wasserturm von Oberbuch liegt auf etwa 583 m ü. NHN. Es gehört naturräumlich zum Unterraum Isen-Sempt-Hügelland der Isar-Inn-Schotterplatten und umfasst etwa zur Hälfte Waldgebiet, vor allem im oberen Einzugsgebiet und an dessen Westrand.
Der überwiegende Teil davon liegt in der Gemarkung von Buch am Buchrain, zu der außer den schon beim Verlauf schon genannten noch wenige kleine Orte gehören. Der kleinere Einzugsgebietsteil im Norden liegt in der Gemarkung der Gemeinde  Lengdorf, von dem ebenfalls noch zwei kleine Orte und die Hälfte des Kirchdorfs Außerbittlbach innerhalb liegen. Den kleinsten Flächenanteil hat der Markt Isen, von dem allein jeweils ein Teil der Streudörfer Westach und Mais auf der östlichen Wasserscheide stehen.
Reihum grenzen die Einzugsgebiete der folgenden Nachbargewässer an:
- Im Südosten fließt der Loipfinger Bach von links zur Isen, die in der Folge bis zum Kaltenbach selbst nur recht kurze Zuflüsse von dessen östlicher Wasserscheide her aufnimmt;
- im Norden konkurriert der Mehnbach, der nächste linke Isen-Zufluss;
- im Westen fließt etwa parallel zum Kaltenbach der Hammerbach, der über Strogen und Sempt zur Isar entwässert, er hat nur im nördlichen Bereich merkliche Zuflüsse von der gemeinsamen Wasserscheide;
- hinter einem sehr kurzen Stück südwestlicher Wasserscheide entwässert der Hirschbach über die Schwillach zur Sempt.

### BayernAtlas („BA“)
Amtliche Online-Gewässerkarte mit passendem Ausschnitt und den hier benutzten Layern: Lauf und Einzugsgebiet des Kaltenbachs

Allgemeiner Einstieg ohne Voreinstellungen und Layer: BayernAtlas der Bayerischen Staatsregierung (Hinweise)
1. 1 2 3 4  Höhe abgefragt auf dem Hintergrundlayer Amtliche Karte (Rechtsklick).
2. ↑  Länge abgemessen auf dem Hintergrundlayer Amtliche Karte.
3. ↑  Einzugsgebiet abgemessen auf dem Hintergrundlayer Amtliche Karte.

### Gewässerverzeichnis Bayern („GV“)
1. ↑  Länge nach: Verzeichnis der Bach- und Flussgebiete in Bayern – Flussgebiet Inn, Seite 38 des Bayerischen Landesamtes für Umwelt, Stand 2016 (PDF; 2,8 MB) (Seitenzahl kann sich ändern.)
2. ↑  Einzugsgebiet nach: Verzeichnis der Bach- und Flussgebiete in Bayern – Flussgebiet Inn, Seite 38 des Bayerischen Landesamtes für Umwelt, Stand 2016 (PDF; 2,8 MB) (Seitenzahl kann sich ändern.)

### Sonstige
1. ↑  Günther Michler: Geographische Landesaufnahme: Die naturräumlichen Einheiten auf Blatt 181 München. Bundesanstalt für Landeskunde, Bad Godesberg 1994. → Online-Karte (PDF; 4,4 MB)